# Paolo Zellini
Paolo Zellini (Trieste, 1946) es un matemático y profesor universitario italiano, muy conocido por sus ensayos sobre el número y el infinito.

## Trayectoria
Paolo Zellini se licenció en matemáticas en la Universidad de Roma. Enseñó matemáticas en las universidades de Udine y de Pisa. Ha publicado diversos trabajos sobre análisis numérico, materia que explica en la Università di Roma Tor Vergata. También trabaja en el CNR de Roma. 
Además de sus trabajos específicos numéricos, Zellini se interesa por la filosofía y la historia, y por ello ha examinado la evolución del pensamiento matemático a través del concepto de número y del infinito, ahondando en esa idea central y poniendo en juego todo el pensamiento, no sólo el occidental. Reconoce haberse inspirado, para ello, en la obra de Elémire Zolla, a quien conoció, como matemático y como no matemático, y le impulsó en la historia de la idea de infinito (que tiene que ver con el fundamento de la matemática). No se ha limitado a un árido cálculo de formas, y ha deseado ver cómo se sitúa con otras disciplinas.
Paolo Zellini ha escrito tres libros muy divulgados: La rebelión del número (1985), Gnomon y Breve historia del infinito, donde analiza las vicisitudes de esta categoría metafísica desde los orígenes del pensamiento griego hasta la reciente "crisis de los fundamentos" del pensamiento científico. La Breve historia del infinito, libro riguroso pero accesible, logró gran resonancia, e Italo Calvino dijo que era una de las mejores lecturas que hizo en su vida.
En Gnomon Zellini trata de buscar los 'orígenes' del pensamiento matemático, y pese a las fuentes fragmentarias de ese razonamiento genealógico, explica una variedad de cálculos sorprendentes que aún hoy está en plena actualidad, sean en China, en Mesopotamia, en Egipto o en Grecia. El Gnomon, como instrumento y como idea, está presente en todas las culturas, como búsqueda de invariantes, de estructuras que se mantienen en los cambios. Remite a una figura que se puede cambiar de escala con el mantenimiento de la forma.
Por otro lado, dice Zellini que el debate sobre los fundamentos de la matemática, en los años 1920, se ha apagado como tal. Pues ese debate culminó con Gödel, cuando se resolvió de un modo negativo (hacia 1930).
La pregunta sobre la automatización, dice Zellini, sigue en parte en ese núcleo de preguntas que no dejan de subsistir. Él piensa que la matemática es más 'descubrimiento' que 'invención' (idea antes predominante); sus 'criaturas' son algo rebeldes, y por ello han de ser descubiertas, a su juicio.

## Obra

### Matemática
- On the Optimal Computation of a Set of Symmetric, Persymmetric Or Both Symmetric and Persymmetric Bilinear Forms, Pittsburgh, Carnegie-Mellon University, 1976.
- On the Multiplicative Complexity of Solving a General Band System of Equations, Pisa, Università di Pisa, 1990.
- Symplectic Factorizations and Parallel Iterative Algorithms for Tridiagonal Systems of Equations, Pisa, Università di Pisa, con Roberto Bevilacqua.
- Commutative (0,1) Matrices of Minimal Complexity, Università di Pisa, 1990, con Roberto Bevilacqua.
- Algebra and Algebraic Topology, Nova Publishers, 2007, capítulo "On the Best Least Squares Fit to a Matrix and its Applications", con Stefano Fanelli.
- Complessità e iterazione. Percorsi, matrici e algoritmi veloci nel calcolo numerico, Turin, Bollati Boringhieri, 2013, junto con Daniele Bertaccini y Carmine Di Fiore, .

### Infinito, número, lenguaje de la ciencia
- Breve storia dell'infinito, Milán, Adelphi, 1993. Tr.: Breve historia del infinito, Siruela, 1991.
- La ribellione del numero, Milán, Adelphi, 1997. Tr.: La rebelión del número, México, Sexto Piso, 2008.
- Gnomon. Un'indagine sul numero, Milán, Adelphi, 1999.
- Il logos della scienza, Parma, Università degli studi di Parma, 2007.
- Numero e logos, Milán, Adelphi, 2010. Tr.: Número y «logos», Acantilado, 2018.
- La matematica degli dèi e gli algoritmi degli uomini, Milán, Adelphi, 2016, ISBN 978-88-459-3102-4.
- La dittatura del calcolo, Milán, Adelphi, 2018, ISBN 978-88-4593-240-3.